# Torneo de Roland Garros 2019
El Torneo de Roland Garros 2019 (también conocido como Abierto de Francia) fue un torneo de tenis que se llevó a cabo sobre pistas de tierra batida del Estadio Roland Garros, París (Francia). Esta fue la 118.ª edición del Torneo de Roland Garros y el segundo torneo de Grand Slam de 2019.

## Puntos y premios

### Distribución de puntos

#### Séniors
| Evento               | G    | F    | SF  | CF  | R16 | R32 | R64 | R128 | C  | C3 | C2 | C1 |
| Individual masculino | 2000 | 1200 | 720 | 360 | 180 | 90  | 45  | 10   | 25 | 16 | 8  | 0  |
| Dobles masculino     | 2000 | 1200 | 720 | 360 | 180 | 90  | 0   | —    | —  | —  | —  | —  |
| Individual femenino  | 2000 | 1300 | 780 | 430 | 240 | 130 | 70  | 10   | 40 | 30 | 20 | 2  |
| Dobles femenino      | 2000 | 1300 | 780 | 430 | 240 | 130 | 10  | —    | —  | —  | —  | —  |

| Evento           | G   | F   | SF/3.ª | CF/4.ª |
| Individual       | 800 | 500 | 375    | 100    |
| Dobles           | 800 | 500 | 100    | —      |
| Quad* Individual | 800 | 500 | 100    | —      |
| Quad* Dobles     | 800 | 100 | —      | —      |

| Evento               | G   | F   | SF  | CF  | R16 | R32 | C  | C3 |
| Individual masculino | 375 | 270 | 180 | 120 | 75  | 30  | 25 | 20 |
| Individual femenino  | 375 | 270 | 180 | 120 | 75  | 30  | 25 | 20 |
| Dobles masculino     | 270 | 180 | 120 | 75  | 45  | —   | —  | —  |
| Dobles femenino      | 270 | 180 | 120 | 75  | 45  | —   | —  | —  |

### Premios monetarios
El total de los premios a repartir para la edición 2019 es de 42 661 000 €. Los ganadores de los títulos de individuales masculinos y femeninos reciben 2 300 000 €, un aumento de 100 000 € en comparación con 2018.
| Evento                          | G           | F           | SF        | CF        | R16       | R32       | R64      | R128     | C3       | C2       | C1      |
| Individuales                    | 2 300 000 € | 1 180 000 € | 590 000 € | 415 000 € | 243 000 € | 143 000 € | 87 000 € | 46 000 € | 24 000 € | 12 250 € | 7 000 € |
| Dobles                          | 580 000 €   | 290 000 €   | 146 000 € | 79 500 €  | 42 500 €  | 23 000 €  | 11 500 € | —        | —        | —        | —       |
| Dobles mixtos                   | 122 000 €   | 61 000 €    | 31 000 €  | 17 500 €  | 10 000 €  | 5 000 €   | —        | —        | —        | —        | —       |
| Individuales en silla de ruedas | 53 000 €    | 26 500 €    | 13 500 €  | 6 750 €   | —         | —         | —        | —        | —        | —        | —       |
| Dobles en silla de ruedas       | 16 000 €    | 8 000 €     | 4 750 €   | —         | —         | —         | —        | —        | —        | —        | —       |

## Actuación de los jugadores en el torneo

### Individual masculino
| Campeón                        | Campeón                    | Finalista              | Finalista                 |
| ------------------------------ | -------------------------- | ---------------------- | ------------------------- |
| Rafael Nadal [2]               | Rafael Nadal [2]           | Dominic Thiem [4]      | Dominic Thiem [4]         |
| Eliminados en semifinales      |                            |                        |                           |
| Novak Djokovic [1]             | Novak Djokovic [1]         | Roger Federer [3]      | Roger Federer [3]         |
| Eliminados en cuartos de final |                            |                        |                           |
| Alexander Zverev [5]           | Karen Jachanov [10]        | Stan Wawrinka [24]     | Kei Nishikori [7]         |
| Eliminados en la cuarta ronda  |                            |                        |                           |
| Jan-Lennard Struff             | Fabio Fognini [9]          | Gaël Monfils [14]      | Juan Martín del Potro [8] |
| Stefanos Tsitsipas [6]         | Leonardo Mayer             | Benoît Paire           | Juan Ignacio Lóndero      |
| Eliminados en la tercera ronda |                            |                        |                           |
| Salvatore Caruso [Q]           | Borna Ćorić [13]           | Roberto Bautista [18]  | Dušan Lajović [30]        |
| Pablo Cuevas                   | Antoine Hoang [WC]         | Martin Kližan          | Jordan Thompson           |
| Filip Krajinović               | Grigor Dimitrov            | Nicolas Mahut [WC]     | Casper Ruud               |
| Laslo Djere [31]               | Pablo Carreño              | Corentin Moutet [WC]   | David Goffin [27]         |
| Eliminados en la segunda ronda |                            |                        |                           |
| Henri Laaksonen [LL]           | Gilles Simon [26]          | Radu Albot             | Lloyd Harris              |
| Federico Delbonis              | Taylor Fritz               | Elliot Benchetrit [Q]  | Mikael Ymer [Q]           |
| Aleksandr Búblik               | Kyle Edmund [28]           | Fernando Verdasco [23] | Adrian Mannarino          |
| Grégoire Barrère [WC]          | Lucas Pouille [22]         | Ivo Karlović           | Yoshihito Nishioka        |
| Hugo Dellien                   | Roberto Carballés          | Christian Garín        | Marin Čilić [11]          |
| Philipp Kohlschreiber          | Diego Schwartzman [17]     | Matteo Berrettini [29] | Oscar Otte [LL]           |
| Jo-Wilfried Tsonga [PR]        | Alexei Popyrin [WC]        | Álex de Miñaur [21]    | Pierre-Hugues Herbert     |
| Richard Gasquet                | Guido Pella [19]           | Miomir Kecmanović      | Yannick Maden             |
| Eliminados en la primera ronda |                            |                        |                           |
| Hubert Hurkacz                 | Pedro Martínez [Q]         | Jaume Munar            | Sergiy Stakhovsky [LL]    |
| Denis Shapovalov [20]          | Tennys Sandgren [Q]        | Lukáš Rosol [LL]       | Aljaž Bedene              |
| Andreas Seppi                  | Guillermo García López [Q] | Bernard Tomic          | Steve Johnson             |
| Thiago Monteiro [Q]            | Cameron Norrie             | Blaž Rola [Q]          | John Millman              |
| Tommy Paul [WC]                | Rudolf Molleker [Q]        | Maxime Janvier [WC]    | Jérémy Chardy             |
| Daniel Evans                   | Damir Džumhur              | Stefano Travaglia [Q]  | Taro Daniel               |
| Cedrik-Marcel Stebe [PR]       | Matthew Ebden              | Mikhail Kukushkin      | Simone Bolelli [Q]        |
| Alejandro Davidovich [LL]      | Feliciano López            | Mackenzie McDonald     | Nicolás Jarry             |
| Maximilian Marterer            | Prajnesh Gunneswaran       | Alexandre Müller [Q]   | Frances Tiafoe [32]       |
| Jozef Kovalík [PR]             | Reilly Opelka              | Janko Tipsarević [PR]  | Thomas Fabbiano           |
| Marco Cecchinato [16]          | Robin Haase                | Jiří Veselý            | Márton Fucsovics          |
| Pablo Andújar                  | Ernests Gulbis             | Malek Jaziri           | Lorenzo Sonego            |
| Quentin Halys [WC]             | Peter Gojowczyk            | Ugo Humbert            | Albert Ramos              |
| Bradley Klahn                  | João Sousa                 | Marius Copil           | Daniil Medvédev [12]      |
| Nikoloz Basilashvili [15]      | Mischa Zverev              | Alexey Vatutin [Q]     | Guido Andreozzi           |
| Ričardas Berankis              | Denis Kudla                | Kimmer Coppejans [Q]   | Yannick Hanfmann [Q]      |

### Individual femenino
| Campeona                       | Campeona              | Finalista                  | Finalista                  |
| ------------------------------ | --------------------- | -------------------------- | -------------------------- |
| Ashleigh Barty [8]             | Ashleigh Barty [8]    | Markéta Vondroušová        | Markéta Vondroušová        |
| Eliminadas en semifinales      |                       |                            |                            |
| Amanda Anisimova               | Amanda Anisimova      | Johanna Konta [26]         | Johanna Konta [26]         |
| Eliminadas en cuartos de final |                       |                            |                            |
| Madison Keys [14]              | Simona Halep [3]      | Sloane Stephens [7]        | Petra Martić [31]          |
| Eliminadas en la cuarta ronda  |                       |                            |                            |
| Kateřina Siniaková             | Sofia Kenin           | Iga Świątek                | Aliona Bolsova [Q]         |
| Garbiñe Muguruza [19]          | Donna Vekić [23]      | Anastasija Sevastova [12]  | Kaia Kanepi                |
| Eliminadas en la tercera ronda |                       |                            |                            |
| Naomi Osaka [1]                | Anna Blinkova [Q]     | Serena Williams [10]       | Andrea Petković            |
| Lesia Tsurenko [27]            | Mónica Puig           | Irina-Camelia Begu         | Ekaterina Alexandrova      |
| Polona Hercog                  | Elina Svitolina [9]   | Belinda Bencic [15]        | Viktória Kužmová           |
| Carla Suárez [28]              | Elise Mertens [20]    | Veronika Kudermétova       | Karolína Plíšková [2]      |
| Eliminadas en la segunda ronda |                       |                            |                            |
| Victoria Azarenka              | Maria Sakkari [29]    | Caroline Garcia [24]       | Priscilla Hon [WC]         |
| Kurumi Nara [Q]                | Bianca Andreescu [22] | Su-Wei Hsieh [25]          | Danielle Collins           |
| Magda Linette                  | Aleksandra Krunić     | Daria Kasátkina [21]       | Qiang Wang [16]            |
| Aryna Sabalenka [11]           | Karolína Muchová      | Samantha Stosur            | Sorana Cîrstea             |
| Sara Sorribes                  | Jennifer Brady        | Johanna Larsson            | Kateryna Kozlova           |
| Laura Siegemund                | Rebecca Peterson      | Lauren Davis [WC]          | Kiki Bertens [4]           |
| Anastasia Potapova             | Shelby Rogers [PR]    | Diane Parry [WC]           | Mandy Minella              |
| Zarina Diyas                   | Shuai Zhang           | Kristina Mladenovic        | Kristína Kučová [Q]        |
| Eliminadas en la primera ronda |                       |                            |                            |
| Anna Schmiedlová               | Jeļena Ostapenko      | Yelena Rybakina [Q]        | Anna Tatishvili [PR]       |
| Mona Barthel                   | Margarita Gasparyan   | Tímea Babos [LL]           | Evgeniya Rodina            |
| Vitalia Diatchenko             | Dalila Jakupović      | Giulia Gatto-Monticone [Q] | Marie Bouzková [LL]        |
| Viktorija Golubic              | Alison Riske          | Tatjana Maria              | Jessica Pegula             |
| Ajla Tomljanović               | Chloé Paquet [WC]     | Daria Gavrilova            | Eugénie Bouchard           |
| Jasmine Paolini [Q]            | Kirsten Flipkens      | Selena Janicijevic [WC]    | Saisai Zheng               |
| Dominika Cibulková             | Harmony Tan [WC]      | Zhu Lin                    | Anett Kontaveit [17]       |
| Mihaela Buzărnescu [30]        | Barbora Strýcová      | Vera Zvonareva             | Kaja Juvan [LL]            |
| Misaki Doi                     | Alison Van Uytvanck   | Ivana Jorović              | Aliaksandra Sasnovich [32] |
| Taylor Townsend                | Magdaléna Rybáriková  | Bernarda Pera [Q]          | Venus Williams             |
| Jessika Ponchet [WC]           | Sofya Zhuk [Q]        | Yulia Putintseva           | Liudmila Samsonova [Q]     |
| Antonia Lottner [Q]            | Kristýna Plíšková     | Alizé Cornet               | Pauline Parmentier         |
| Angelique Kerber [5]           | Yafan Wang            | Astra Sharma               | Dayana Yastremska          |
| Tamara Zidanšek                | Vera Lapko            | Anastasiya Pavliuchenkova  | Luksika Kumkhum            |
| Caroline Wozniacki [13]        | Audrey Albié [WC]     | Varvara Lepchenko [Q]      | Julia Goerges [18]         |
| Ons Jabeur                     | Fiona Ferro           | Svetlana Kuznetsova        | Madison Brengle            |

## Sumario

### Día 1 (26 de mayo)
- Cabezas de serie eliminados:
  - Individual masculino:  Marco Cecchinato [16]
  - Individual femenino:  Angelique Kerber [5]
- Orden de juego

| Partidos en los estadios principales                 | Partidos en los estadios principales     | Partidos en los estadios principales     | Partidos en los estadios principales     |
| Partidos en el Estadio Philippe Chatrier             | Partidos en el Estadio Philippe Chatrier | Partidos en el Estadio Philippe Chatrier | Partidos en el Estadio Philippe Chatrier |
| Evento                                               | Ganador                                  | Perdedor                                 | Resultado                                |
| ---------------------------------------------------- | ---------------------------------------- | ---------------------------------------- | ---------------------------------------- |
| Individual femenino - Primera ronda                  | Anastasia Potapova                       | Angelique Kerber [5]                     | 6-4, 6-2                                 |
| Individual masculino - Primera ronda                 | Stefanos Tsitsipas [6]                   | Maximilian Marterer                      | 6-2, 6-2, 7-6(7-4)                       |
| Individual masculino - Primera ronda                 | Roger Federer [3]                        | Lorenzo Sonego                           | 6-2, 6-4, 6-4                            |
| Individual femenino - Primera ronda                  | Karolína Plíšková [2]                    | Madison Brengle                          | 6-2, 6-3                                 |
| Partidos en el Estadio Suzanne Lenglen               |                                          |                                          |                                          |
| Evento                                               | Ganador                                  | Perdedor                                 | Resultado                                |
| Individual masculino - Primera ronda                 | Marin Čilić [11]                         | Thomas Fabbiano                          | 6-3, 7-5, 6-1                            |
| Individual masculino - Primera ronda                 | Kei Nishikori [7]                        | Quentin Halys [WC]                       | 6-2, 6-3, 6-4                            |
| Individual femenino - Primera ronda                  | Kristina Mladenovic                      | Fiona Ferro                              | 6-3, 7-6(7-3)                            |
| Individual femenino - Primera ronda                  | Sloane Stephens [7]                      | Misaki Doi                               | 6-3, 7-6(7-4)                            |
| Partidos en el Estadio Simonne Mathieu               |                                          |                                          |                                          |
| Evento                                               | Ganador                                  | Perdedor                                 | Resultado                                |
| Individual femenino - Primera ronda                  | Garbiñe Muguruza [19]                    | Taylor Townsend                          | 5-7, 6-2, 6-2                            |
| Individual masculino - Primera ronda                 | Nicolas Mahut [WC]                       | Marco Cecchinato [16]                    | 2-6, 6-7(6-8), 6-4, 6-2, 6-4             |
| Individual femenino - Primera ronda                  | Elina Svitolina [9]                      | Venus Williams                           | 6-3, 6-3                                 |
| Individual masculino - Primera ronda                 | David Goffin [27]                        | Ričardas Berankis                        | 6-0, 6-2, 6-2                            |
| Fondo de color indica un partido de la rama femenina |                                          |                                          |                                          |

### Día 2 (27 de mayo)
- Cabezas de serie eliminados:
  - Individual masculino:  Daniil Medvédev [12],  Nikoloz Basilashvili [15],  Denis Shapovalov [20],  Frances Tiafoe [32]
  - Individual femenino:  Caroline Wozniacki [13],  Julia Goerges [18],  Mihaela Buzărnescu [30],  Aliaksandra Sasnovich [32]
- Orden de juego

| Partidos en los estadios principales                 | Partidos en los estadios principales     | Partidos en los estadios principales     | Partidos en los estadios principales     |
| Partidos en el Estadio Philippe Chatrier             | Partidos en el Estadio Philippe Chatrier | Partidos en el Estadio Philippe Chatrier | Partidos en el Estadio Philippe Chatrier |
| Evento                                               | Ganador                                  | Perdedor                                 | Resultado                                |
| ---------------------------------------------------- | ---------------------------------------- | ---------------------------------------- | ---------------------------------------- |
| Individual femenino - Primera ronda                  | Veronika Kudermétova                     | Caroline Wozniacki [13]                  | 0-6, 6-3, 6-3                            |
| Individual masculino - Primera ronda                 | Rafael Nadal [2]                         | Yannick Hanfmann [Q]                     | 6-2, 6-1, 6-3                            |
| Individual masculino - Primera ronda                 | Novak Djokovic [1]                       | Hubert Hurkacz                           | 6-4, 6-2, 6-2                            |
| Individual femenino - Primera ronda                  | Serena Williams [10]                     | Vitalia Diachenko                        | 2-6, 6-1, 6-0                            |
| Partidos en el Estadio Suzanne Lenglen               |                                          |                                          |                                          |
| Evento                                               | Ganador                                  | Perdedor                                 | Resultado                                |
| Individual femenino - Primera ronda                  | Kiki Bertens [4]                         | Pauline Parmentier                       | 6-3, 6-4                                 |
| Individual femenino - Primera ronda                  | Sorana Cîrstea                           | Kaja Juvan [LL]                          | 5-7, 6-4, 7-5                            |
| Individual masculino - Primera ronda                 | Jo-Wilfried Tsonga [PR]                  | Peter Gojowczyk                          | 7-6(7-3), 6-1, 4-6, 6-3                  |
| Individual masculino - Primera ronda                 | Dominic Thiem [4]                        | Tommy Paul [WC]                          | 6-4, 4-6, 7-6(7-5), 6-2                  |
| Partidos en el Estadio Simonne Mathieu               |                                          |                                          |                                          |
| Evento                                               | Ganador                                  | Perdedor                                 | Resultado                                |
| Individual femenino - Primera ronda                  | Viktória Kužmová                         | Alizé Cornet                             | 6-4, 6-3                                 |
| Individual masculino - Primera ronda                 | Richard Gasquet                          | Mischa Zverev                            | 6-3, 6-4, 6-3                            |
| Individual masculino - Primera ronda                 | Stan Wawrinka [24]                       | Jozef Kovalík [PR]                       | 6-1, 6-7(3-7), 6-2, 6-3                  |
| Individual femenino - Primera ronda                  | Samantha Stosur                          | Barbora Strýcová                         | 6-2, 7-6(7-3)                            |
| Fondo de color indica un partido de la rama femenina |                                          |                                          |                                          |

### Día 3 (28 de mayo)
- Cabezas de serie eliminados:
  - Dobles masculino:  Jamie Murray /  Bruno Soares [2],  Raven Klaasen /  Michael Venus [6],  Máximo González /  Horacio Zeballos [9],  Ivan Dodig /  Édouard Roger-Vasselin [12],  Ben McLachlan /  Jan-Lennard Struff [15],  Austin Krajicek /  Artem Sitak [16]
- Orden de juego

| Partidos en los estadios principales                 | Partidos en los estadios principales     | Partidos en los estadios principales     | Partidos en los estadios principales     |
| Partidos en el Estadio Philippe Chatrier             | Partidos en el Estadio Philippe Chatrier | Partidos en el Estadio Philippe Chatrier | Partidos en el Estadio Philippe Chatrier |
| Evento                                               | Ganador                                  | Perdedor                                 | Resultado                                |
| ---------------------------------------------------- | ---------------------------------------- | ---------------------------------------- | ---------------------------------------- |
| Individual masculino - Primera ronda                 | Alexander Zverev [5]                     | John Millman                             | 7-6(7-4), 6-3, 2-6, 6-7(5-7), 6-3        |
| Individual femenino - Primera ronda                  | Naomi Osaka [1]                          | Anna Schmiedlová                         | 0-6, 7-6(7-4), 6-1                       |
| Individual femenino - Primera ronda                  | Simona Halep [3]                         | Ajla Tomljanović                         | 6-2, 3-6, 6-1                            |
| Individual masculino - Primera ronda                 | Gaël Monfils [14]                        | Taro Daniel                              | 6-0, 6-4, 6-1                            |
| Partidos en el Estadio Suzanne Lenglen               |                                          |                                          |                                          |
| Evento                                               | Ganador                                  | Perdedor                                 | Resultado                                |
| Individual masculino - Primera ronda                 | Juan Martín del Potro [8]                | Nicolás Jarry                            | 3-6, 6-2, 6-1, 6-4                       |
| Individual femenino - Primera ronda                  | Caroline Garcia [24]                     | Mona Barthel                             | 6-2, 6-4                                 |
| Individual masculino - Primera ronda                 | Lucas Pouille [22]                       | Simone Bolelli [Q]                       | 6-3, 6-4, 7-5                            |
| Individual femenino - Primera ronda                  | Madison Keys [14]                        | Evgeniya Rodina                          | 6-1, 6-2                                 |
| Partidos en el Estadio Simonne Mathieu               |                                          |                                          |                                          |
| Evento                                               | Ganador                                  | Perdedor                                 | Resultado                                |
| Individual masculino - Primera ronda                 | Fabio Fognini [9]                        | Andreas Seppi                            | 6-3, 6-0, 3-6, 6-3                       |
| Individual femenino - Primera ronda                  | Victoria Azarenka                        | Jeļena Ostapenko                         | 6-4, 7-6(7-4)                            |
| Individual femenino - Primera ronda                  | Aryna Sabalenka [11]                     | Dominika Cibulková                       | 7-5, 6-1                                 |
| Individual masculino - Primera ronda                 | Adrian Mannarino                         | Stefano Travaglia [Q]                    | 6-7(5-7), 6-3, 3-6, 6-2, 6-2             |
| Fondo de color indica un partido de la rama femenina |                                          |                                          |                                          |

### Día 4 (29 de mayo)
- Cabezas de serie eliminados:
  - Individual masculino:  Marin Čilić [11],  Guido Pella [19],  Álex de Miñaur [21],  Matteo Berrettini [29]
  - Individual femenino:  Kiki Bertens [4]
  - Dobles masculino:  Nikola Mektić /  Franko Škugor [5]
  - Dobles femenino:  Eri Hozumi /  Makoto Ninomiya [12],  Irina-Camelia Begu /  Mihaela Buzărnescu [14]
- Orden de juego

| Partidos en los estadios principales                 | Partidos en los estadios principales     | Partidos en los estadios principales     | Partidos en los estadios principales       |
| Partidos en el Estadio Philippe Chatrier             | Partidos en el Estadio Philippe Chatrier | Partidos en el Estadio Philippe Chatrier | Partidos en el Estadio Philippe Chatrier   |
| Evento                                               | Ganador                                  | Perdedor                                 | Resultado                                  |
| ---------------------------------------------------- | ---------------------------------------- | ---------------------------------------- | ------------------------------------------ |
| Individual femenino - Segunda ronda                  | Sloane Stephens [7]                      | Sara Sorribes                            | 6-1, 7-6(7-3)                              |
| Individual masculino - Segunda ronda                 | Kei Nishikori [7]                        | Jo-Wilfried Tsonga [PR]                  | 4-6, 6-4, 6-4, 6-4                         |
| Individual masculino - Segunda ronda                 | Roger Federer [3]                        | Oscar Otte [LL]                          | 6-4, 6-3, 6-4                              |
| Individual femenino - Segunda ronda                  | Viktória Kužmová                         | Kiki Bertens [4]                         | 3-1, retirada                              |
| Individual femenino - Segunda ronda                  | Belinda Bencic [15] vs Laura Siegemund   | Belinda Bencic [15] vs Laura Siegemund   | 4-6, 6-4, 4-4, suspendido por falta de luz |
| Partidos en el Estadio Suzanne Lenglen               |                                          |                                          |                                            |
| Evento                                               | Ganador                                  | Perdedor                                 | Resultado                                  |
| Individual femenino - Segunda ronda                  | Garbiñe Muguruza [19]                    | Johanna Larsson                          | 6-4, 6-1                                   |
| Individual masculino - Segunda ronda                 | Rafael Nadal [2]                         | Yannick Maden [Q]                        | 6-1, 6-2, 6-4                              |
| Individual femenino - Segunda ronda                  | Petra Martić [31]                        | Kristina Mladenovic                      | 6-2, 6-1                                   |
| Individual masculino - Segunda ronda                 | Benoît Paire                             | Pierre-Hugues Herbert                    | 6-2, 6-2, 5-7, 6-7(6-8), 11-9              |
| Partidos en el Estadio Simonne Mathieu               |                                          |                                          |                                            |
| Evento                                               | Ganador                                  | Perdedor                                 | Resultado                                  |
| Individual masculino - Segunda ronda                 | Stefanos Tsitsipas [6]                   | Hugo Dellien                             | 4-6, 6-0, 6-3, 7-5                         |
| Individual femenino - Segunda ronda                  | Karolína Plíšková [2]                    | Kristína Kučová [Q]                      | 6-2, 6-2                                   |
| Individual masculino - Segunda ronda                 | Grigor Dimitrov                          | Marin Čilić [11]                         | 6-7(3-7), 6-4, 4-6, 7-6(7-2), 6-3          |
| Fondo de color indica un partido de la rama femenina |                                          |                                          |                                            |

### Día 5 (30 de mayo)
- Cabezas de serie eliminados:
  - Individual masculino:  Diego Schwartzman [17],  Fernando Verdasco [23],  Gilles Simon [26],  Kyle Edmund [28]
  - Individual femenino:  Aryna Sabalenka [11],  Qiang Wang [16],  Daria Kasátkina [21],  Bianca Andreescu [22],  Caroline Garcia [24],  Su-Wei Hsieh [25],  Maria Sakkari [29]
  - Dobles femenino:  Barbora Krejčíková /  Kateřina Siniaková [1],  Darija Jurak /  Ioana Raluca Olaru [16]
  - Dobles mixto:  Demi Schuurs /  Jean-Julien Rojer [4]
- Orden de juego

| Partidos en los estadios principales                 | Partidos en los estadios principales     | Partidos en los estadios principales     | Partidos en los estadios principales                 |
| Partidos en el Estadio Philippe Chatrier             | Partidos en el Estadio Philippe Chatrier | Partidos en el Estadio Philippe Chatrier | Partidos en el Estadio Philippe Chatrier             |
| Evento                                               | Ganador                                  | Perdedor                                 | Resultado                                            |
| ---------------------------------------------------- | ---------------------------------------- | ---------------------------------------- | ---------------------------------------------------- |
| Individual masculino - Segunda ronda                 | Dominic Thiem [4]                        | Aleksandr Búblik                         | 6-3, 6-7(6-8), 6-3, 7-5                              |
| Individual femenino - Segunda ronda                  | Belinda Bencic [15]                      | Laura Siegemund                          | 4-6, 6-4, 6-4                                        |
| Individual femenino - Segunda ronda                  | Serena Williams [10]                     | Kurumi Nara [Q]                          | 6-3, 6-2                                             |
| Individual femenino - Segunda ronda                  | Anna Blinkova [Q]                        | Caroline Garcia [24]                     | 1-6, 6-4, 6-4                                        |
| Individual masculino - Segunda ronda                 | Martin Kližan vs Lucas Pouille [22]      | Martin Kližan vs Lucas Pouille [22]      | 7-6(7-4), 2-6, 6-3, 3-1, suspendido por falta de luz |
| Partidos en el Estadio Suzanne Lenglen               |                                          |                                          |                                                      |
| Evento                                               | Ganador                                  | Perdedor                                 | Resultado                                            |
| Individual femenino - Segunda ronda                  | Naomi Osaka [1]                          | Victoria Azarenka                        | 4-6, 7-5, 6-3                                        |
| Individual masculino - Segunda ronda                 | Novak Djokovic [1]                       | Henri Laaksonen [LL]                     | 6-1, 6-4, 6-3                                        |
| Individual masculino - Segunda ronda                 | Gaël Monfils [14]                        | Adrian Mannarino                         | 6-3, 6-4, 6-4                                        |
| Individual femenino - Segunda ronda                  | Simona Halep [3]                         | Magda Linette                            | 6-4, 5-7, 6-3                                        |
| Partidos en el Estadio Simonne Mathieu               |                                          |                                          |                                                      |
| Evento                                               | Ganador                                  | Perdedor                                 | Resultado                                            |
| Individual femenino - Segunda ronda                  | Ekaterina Alexandrova                    | Samantha Stosur                          | 3-6, 6-1, 6-4                                        |
| Individual masculino - Segunda ronda                 | Alexander Zverev [5]                     | Mikael Ymer [Q]                          | 6-1, 6-3, 7-6(7-3)                                   |
| Individual masculino - Segunda ronda                 | Juan Martín del Potro [8]                | Yoshihito Nishioka                       | 5-7, 6-4, 6-2, 6-7(5-7), 6-2                         |
| Fondo de color indica un partido de la rama femenina |                                          |                                          |                                                      |

### Día 6 (31 de mayo)
- Cabezas de serie eliminados:
  - Individual femenino:  Karolína Plíšková [2],  Elina Svitolina [9],  Belinda Bencic [15],  Elise Mertens [20],  Carla Suárez [28]
  - Dobles femenino:  Hao-Ching Chan /  Yung-Jan Chan [8],  Anna-Lena Grönefeld /  Demi Schuurs [9]
- Orden de juego

| Partidos en los estadios principales                 | Partidos en los estadios principales       | Partidos en los estadios principales       | Partidos en los estadios principales       |
| Partidos en el Estadio Philippe Chatrier             | Partidos en el Estadio Philippe Chatrier   | Partidos en el Estadio Philippe Chatrier   | Partidos en el Estadio Philippe Chatrier   |
| Evento                                               | Ganador                                    | Perdedor                                   | Resultado                                  |
| ---------------------------------------------------- | ------------------------------------------ | ------------------------------------------ | ------------------------------------------ |
| Individual femenino - Tercera ronda                  | Petra Martić [31]                          | Karolína Plíšková [2]                      | 6-3, 6-3                                   |
| Individual masculino - Segunda ronda                 | Martin Kližan                              | Lucas Pouille [22]                         | 7-6(7-4), 2-6, 6-3, 3-6, 9-7               |
| Individual femenino - Tercera ronda                  | Garbiñe Muguruza [19]                      | Elina Svitolina [9]                        | 6-3, 6-3                                   |
| Individual masculino - Tercera ronda                 | Rafael Nadal [2]                           | David Goffin [27]                          | 6-1, 6-3, 4-6, 6-3                         |
| Individual masculino - Tercera ronda                 | Stefanos Tsitsipas [6] vs Filip Krajinović | Stefanos Tsitsipas [6] vs Filip Krajinović | 7-5, 6-3, 5-5, suspendido por falta de luz |
| Partidos en el Estadio Suzanne Lenglen               |                                            |                                            |                                            |
| Evento                                               | Ganador                                    | Perdedor                                   | Resultado                                  |
| Individual femenino - Tercera ronda                  | Anastasija Sevastova [12]                  | Elise Mertens [20]                         | 6-7(3-7), 6-4, 11-9                        |
| Individual masculino - Tercera ronda                 | Roger Federer [3]                          | Casper Ruud                                | 6-3, 6-1, 7-6(10-8)                        |
| Individual femenino - Tercera ronda                  | Sloane Stephens [7]                        | Polona Hercog                              | 6-3, 5-7, 6-4                              |
| Partidos en el Estadio Simonne Mathieu               |                                            |                                            |                                            |
| Evento                                               | Ganador                                    | Perdedor                                   | Resultado                                  |
| Individual femenino - Tercera ronda                  | Markéta Vondroušová                        | Carla Suárez [28]                          | 6-4, 6-4                                   |
| Individual masculino - Tercera ronda                 | Benoît Paire                               | Pablo Carreño                              | 6-2, 4-6, 7-6(7-1), retirado               |
| Individual masculino - Tercera ronda                 | Leonardo Mayer                             | Nicolas Mahut [WC]                         | 3-6, 7-6(7-3), 6-4, 7-6(7-3)               |
| Individual femenino - Tercera ronda                  | Johanna Konta [26]                         | Viktória Kužmová                           | 6-2, 6-1                                   |
| Fondo de color indica un partido de la rama femenina |                                            |                                            |                                            |

### Día 7 (1 de junio)
- Cabezas de serie eliminados:
  - Individual masculino:  Borna Ćorić [13],  Roberto Bautista [18],  Dušan Lajović [30]
  - Individual femenino:  Naomi Osaka [1],  Serena Williams [10],  Lesia Tsurenko [27]
  - Dobles masculino:  Łukasz Kubot /  Marcelo Melo [1],  Bob Bryan /  Mike Bryan [7],  Nicolas Mahut /  Jürgen Melzer [13]
  - Dobles femenino:  Alicja Rosolska /  Zhaoxuan Yang [13]
- Orden de juego

| Partidos en los estadios principales                 | Partidos en los estadios principales     | Partidos en los estadios principales     | Partidos en los estadios principales     |
| Partidos en el Estadio Philippe Chatrier             | Partidos en el Estadio Philippe Chatrier | Partidos en el Estadio Philippe Chatrier | Partidos en el Estadio Philippe Chatrier |
| Evento                                               | Ganador                                  | Perdedor                                 | Resultado                                |
| ---------------------------------------------------- | ---------------------------------------- | ---------------------------------------- | ---------------------------------------- |
| Individual femenino - Tercera ronda                  | Simona Halep [3]                         | Lesia Tsurenko [27]                      | 6-2, 6-1                                 |
| Individual masculino - Tercera ronda                 | Stefanos Tsitsipas [6]                   | Filip Krajinović                         | 7-5, 6-3, 6-7(5-7), 7-6(8-6)             |
| Individual masculino - Tercera ronda                 | Novak Djokovic [1]                       | Salvatore Caruso [Q]                     | 6-3, 6-3, 6-2                            |
| Individual masculino - Tercera ronda                 | Gaël Monfils [14]                        | Antoine Hoang [WC]                       | 6-3, 6-2, 6-3                            |
| Individual femenino - Tercera ronda                  | Sofia Kenin                              | Serena Williams [10]                     | 6-2, 7-5                                 |
| Partidos en el Estadio Suzanne Lenglen               |                                          |                                          |                                          |
| Evento                                               | Ganador                                  | Perdedor                                 | Resultado                                |
| Individual masculino - Tercera ronda                 | Fabio Fognini [9]                        | Roberto Bautista [18]                    | 7-6(7-5), 6-4, 4-6, 6-1                  |
| Individual femenino - Tercera ronda                  | Kateřina Siniaková                       | Naomi Osaka [1]                          | 6-4, 6-2                                 |
| Individual masculino - Tercera ronda                 | Dominic Thiem [4]                        | Pablo Cuevas                             | 6-3, 4-6, 6-2, 7-5                       |
| Individual femenino - Tercera ronda                  | Ashleigh Barty [8]                       | Andrea Petković                          | 6-3, 6-1                                 |
| Partidos en el Estadio Simonne Mathieu               |                                          |                                          |                                          |
| Evento                                               | Ganador                                  | Perdedor                                 | Resultado                                |
| Individual masculino - Tercera ronda                 | Alexander Zverev [5]                     | Dušan Lajović [30]                       | 6-4, 6-2, 4-6, 1-6, 6-2                  |
| Individual femenino - Tercera ronda                  | Madison Keys [14]                        | Anna Blinkova [Q]                        | 6-3, 6-7(5-7), 6-4                       |
| Individual masculino - Tercera ronda                 | Juan Martín del Potro [8]                | Jordan Thompson                          | 6-4, 6-4, 6-0                            |
| Fondo de color indica un partido de la rama femenina |                                          |                                          |                                          |

### Día 8 (2 de junio)
- Cabezas de serie eliminados:
  - Individual masculino:  Stefanos Tsitsipas [6]
  - Individual femenino:  Anastasija Sevastova [12],  Garbiñe Muguruza [19],  Donna Vekić [23]
  - Dobles masculino:  Oliver Marach /  Mate Pavić [4],  Henri Kontinen /  John Peers [8],  Robin Haase /  Frederik Nielsen [14]
  - Dobles femenino:  Su-Wei Hsieh /  Barbora Strýcová [3]
  - Dobles mixto:  Anna-Lena Grönefeld /  Robert Farah [8]
- Orden de juego

| Partidos en los estadios principales                 | Partidos en los estadios principales       | Partidos en los estadios principales         | Partidos en los estadios principales             |
| Partidos en el Estadio Philippe Chatrier             | Partidos en el Estadio Philippe Chatrier   | Partidos en el Estadio Philippe Chatrier     | Partidos en el Estadio Philippe Chatrier         |
| Evento                                               | Ganador                                    | Perdedor                                     | Resultado                                        |
| ---------------------------------------------------- | ------------------------------------------ | -------------------------------------------- | ------------------------------------------------ |
| Individual femenino - Cuarta ronda                   | Petra Martić [31]                          | Kaia Kanepi                                  | 5-7, 6-2, 6-4                                    |
| Individual masculino - Cuarta ronda                  | Roger Federer [3]                          | Leonardo Mayer                               | 6-2, 6-3, 6-3                                    |
| Individual masculino - Cuarta ronda                  | Rafael Nadal [2]                           | Juan Ignacio Lóndero                         | 6-2, 6-3, 6-3                                    |
| Individual femenino - Cuarta ronda                   | Sloane Stephens [7]                        | Garbiñe Muguruza [19]                        | 6-4, 6-3                                         |
| Partidos en el Estadio Suzanne Lenglen               |                                            |                                              |                                                  |
| Evento                                               | Ganador                                    | Perdedor                                     | Resultado                                        |
| Individual femenino - Cuarta ronda                   | Markéta Vondroušová                        | Anastasija Sevastova [12]                    | 6-2, 6-0                                         |
| Individual femenino - Cuarta ronda                   | Johanna Konta [26]                         | Donna Vekić [23]                             | 6-2, 6-4                                         |
| Individual masculino - Cuarta ronda                  | Stan Wawrinka [24]                         | Stefanos Tsitsipas [6]                       | 7-6(8-6), 5-7, 6-4, 3-6, 8-6                     |
| Individual masculino - Cuarta ronda                  | Kei Nishikori [7] vs Benoît Paire          | Kei Nishikori [7] vs Benoît Paire            | 6-2, 6-7(8-10), 6-2, suspendido por falta de luz |
| Partidos en el Estadio Simonne Mathieu               |                                            |                                              |                                                  |
| Evento                                               | Ganador                                    | Perdedor                                     | Resultado                                        |
| Dobles masculino - Tercera ronda                     | Guido Pella Diego Schwartzman              | Grégoire Barrère [WC] Quentin Halys [WC]     | 6-4, 6-4                                         |
| Dobles femenino - Tercera ronda                      | Tímea Babos [2] Kristina Mladenovic [2]    | Anna-Lena Friedsam [PR] Laura Siegemund [PR] | 4-6, 6-3, 6-3                                    |
| Dobles masculino - Cuarta ronda                      | Kevin Krawietz Andreas Mies                | Oliver Marach [4] Mate Pavić [4]             | 7-5, 3-6, 7-5                                    |
| Dobles mixto - Segunda ronda                         | Shuai Zhang [5] John Peers [5]             | Tímea Babos Márton Fucsovics                 | 6-0, 6-4                                         |
| Dobles femenino - Tercera ronda                      | Kirsten Flipkens [15] Johanna Larsson [15] | Nadiia Kichenok Abigail Spears               | 6-3, 6-2                                         |
| Fondo de color indica un partido de la rama femenina |                                            |                                              |                                                  |

### Día 9 (3 de junio)
- Cabezas de serie eliminados:
  - Individual masculino:  Juan Martín del Potro [8],  Fabio Fognini [9],  Gaël Monfils [14]
  - Dobles masculino:  Jean-Julien Rojer /  Horia Tecău [10]
  - Dobles femenino:  Lucie Hradecká /  Andreja Klepač [10],  Victoria Azarenka /  Ashleigh Barty [11]
  - Dobles mixto:  Hao-Ching Chan /  Oliver Marach [6],  Alicja Rosolska /  Nikola Mektić [7]
- Orden de juego

| Partidos en los estadios principales                 | Partidos en los estadios principales             | Partidos en los estadios principales     | Partidos en los estadios principales     |
| Partidos en el Estadio Philippe Chatrier             | Partidos en el Estadio Philippe Chatrier         | Partidos en el Estadio Philippe Chatrier | Partidos en el Estadio Philippe Chatrier |
| Evento                                               | Ganador                                          | Perdedor                                 | Resultado                                |
| ---------------------------------------------------- | ------------------------------------------------ | ---------------------------------------- | ---------------------------------------- |
| Individual femenino - Cuarta ronda                   | Ashleigh Barty [8]                               | Sofia Kenin                              | 6-3, 3-6, 6-0                            |
| Individual masculino - Cuarta ronda                  | Novak Djokovic [1]                               | Jan-Lennard Struff                       | 6-3, 6-2, 6-2                            |
| Individual masculino - Cuarta ronda                  | Dominic Thiem [4]                                | Gaël Monfils [14]                        | 6-4, 6-4, 6-2                            |
| Individual femenino - Cuarta ronda                   | Simona Halep [3]                                 | Iga Świątek                              | 6-1, 6-0                                 |
| Partidos en el Estadio Suzanne Lenglen               |                                                  |                                          |                                          |
| Evento                                               | Ganador                                          | Perdedor                                 | Resultado                                |
| Individual femenino - Cuarta ronda                   | Madison Keys [14]                                | Kateřina Siniaková                       | 6-2, 6-4                                 |
| Individual masculino - Tercera ronda                 | Kei Nishikori [7]                                | Benoît Paire                             | 6-2, 6-7(8-10), 6-2, 6-7(8-10), 7-5      |
| Individual masculino - Cuarta ronda                  | Alexander Zverev [5]                             | Fabio Fognini [9]                        | 3-6, 6-2, 6-2, 7-6(7-5)                  |
| Individual masculino - Cuarta ronda                  | Karen Jachanov [10]                              | Juan Martín del Potro [8]                | 7-5, 6-3, 3-6, 6-3                       |
| Partidos en el Estadio Simonne Mathieu               |                                                  |                                          |                                          |
| Evento                                               | Ganador                                          | Perdedor                                 | Resultado                                |
| Dobles masculino - Cuartos de final                  | Guido Pella Diego Schwartzman                    | Jean-Julien Rojer [10] Horia Tecău [10]  | 6-4, 6-4                                 |
| Dobles masculino - Cuartos de final                  | Juan Sebastián Cabal [3] Robert Farah [3]        | Mikhail Kukushkin Joran Vliegen          | 6-2, 6-2                                 |
| Dobles femenino - Tercera ronda                      | Gabriela Dabrowski [4] Yifan Xu [4]              | Fiona Ferro Diane Parry                  | 6-1, 7-6(7-5)                            |
| Dobles mixto - Tercera ronda                         | Nadiia Kichenok [Alt] Aisam-ul-Haq Qureshi [Alt] | Hao-Ching Chan [6] Oliver Marach [6]     | 6-3, 6-4                                 |
| Individual femenino - Cuarta ronda                   | Amanda Anisimova                                 | Aliona Bolsova [Q]                       | 6-3, 6-0                                 |
| Fondo de color indica un partido de la rama femenina |                                                  |                                          |                                          |

### Día 10 (4 de junio)
- Cabezas de serie eliminados:
  - Individual masculino:  Kei Nishikori [7],  Stan Wawrinka [24]
  - Individual femenino:  Sloane Stephens [7],  Petra Martić [31]
  - Dobles masculino:  Rajeev Ram /  Joe Salisbury [11]
  - Dobles femenino:  Gabriela Dabrowski /  Yifan Xu [4],  Samantha Stosur /  Shuai Zhang [5],  Nicole Melichar /  Květa Peschke [7]
  - Dobles mixto:  Shuai Zhang /  John Peers [5]
- Orden de juego

| Partidos en los estadios principales                 | Partidos en los estadios principales       | Partidos en los estadios principales     | Partidos en los estadios principales     |
| Partidos en el Estadio Philippe Chatrier             | Partidos en el Estadio Philippe Chatrier   | Partidos en el Estadio Philippe Chatrier | Partidos en el Estadio Philippe Chatrier |
| Evento                                               | Ganador                                    | Perdedor                                 | Resultado                                |
| ---------------------------------------------------- | ------------------------------------------ | ---------------------------------------- | ---------------------------------------- |
| Individual femenino - Cuartos de final               | Johanna Konta [26]                         | Sloane Stephens [7]                      | 6-1, 6-4                                 |
| Individual masculino - Cuartos de final              | Rafael Nadal [2]                           | Kei Nishikori [7]                        | 6-1, 6-1, 6-3                            |
| Partidos en el Estadio Suzanne Lenglen               |                                            |                                          |                                          |
| Evento                                               | Ganador                                    | Perdedor                                 | Resultado                                |
| Individual masculino - Cuartos de final              | Roger Federer [3]                          | Stan Wawrinka [24]                       | 7-6(7-4), 4-6, 7-6(7-5), 6-4             |
| Individual femenino - Cuartos de final               | Markéta Vondroušová                        | Petra Martić [31]                        | 7-6(7-1), 7-5                            |
| Partidos en el Estadio Simonne Mathieu               |                                            |                                          |                                          |
| Evento                                               | Ganador                                    | Perdedor                                 | Resultado                                |
| Leyendas mayores de 45 masculino                     | Mikael Pernfors Mats Wilander              | Arnaud Boetsch Cédric Pioline            | 6-7(5-7), 7-5, [10-8]                    |
| Dobles femenino - Cuartos de final                   | Tímea Babos [2] Kristina Mladenovic [2]    | Samantha Stosur [5] Shuai Zhang [5]      | 3-6, 6-1, 7-6(7-3)                       |
| Dobles femenino - Cuartos de final                   | Kirsten Flipkens [15] Johanna Larsson [15] | Nicole Melichar [7] Květa Peschke [7]    | 3-6, 7-6(7-4), 6-1                       |
| Dobles masculino - Cuartos de final                  | Jérémy Chardy Fabrice Martin               | Rajeev Ram [11] Joe Salisbury [11]       | 6-4, 7-6(8-6)                            |
| Fondo de color indica un partido de la rama femenina |                                            |                                          |                                          |

### Día 11 (5 de junio)
Por primera vez desde 2016, todos los partidos programados fueron interrumpidos por las condiciones climáticas y se cancelaron los juegos.

### Día 12 (6 de junio)
- Cabezas de serie eliminados:
  - Individual masculino:  Alexander Zverev [5],  Karen Jachanov [10]
  - Individual femenino:  Simona Halep [3],  Madison Keys [14]
  - Dobles masculino:  Juan Sebastián Cabal /  Robert Farah [3]
  - Dobles mixto:  Nicole Melichar /  Bruno Soares [1]
- Orden de juego

| Partidos en los estadios principales                 | Partidos en los estadios principales     | Partidos en los estadios principales      | Partidos en los estadios principales     |
| Partidos en el Estadio Philippe Chatrier             | Partidos en el Estadio Philippe Chatrier | Partidos en el Estadio Philippe Chatrier  | Partidos en el Estadio Philippe Chatrier |
| Evento                                               | Ganador                                  | Perdedor                                  | Resultado                                |
| ---------------------------------------------------- | ---------------------------------------- | ----------------------------------------- | ---------------------------------------- |
| Individual femenino - Cuartos de final               | Amanda Anisimova                         | Simona Halep [3]                          | 6-2, 6-4                                 |
| Individual masculino - Cuartos de final              | Novak Djokovic [1]                       | Alexander Zverev [5]                      | 7-5, 6-2, 6-2                            |
| Dobles masculino - Semifinales                       | Jérémy Chardy Fabrice Martin             | Juan Sebastián Cabal [3] Robert Farah [3] | 7-5, 6-4                                 |
| Partidos en el Estadio Suzanne Lenglen               |                                          |                                           |                                          |
| Evento                                               | Ganador                                  | Perdedor                                  | Resultado                                |
| Individual femenino - Cuartos de final               | Ashleigh Barty [8]                       | Madison Keys [14]                         | 6-3, 7-5                                 |
| Individual masculino - Cuartos de final              | Dominic Thiem [4]                        | Karen Jachanov [10]                       | 6-2, 6-4, 6-2                            |
| Dobles masculino - Semifinales                       | Kevin Krawietz Andreas Mies              | Guido Pella Diego Schwartzman             | 7-5, 6-3                                 |
| Partidos en el Estadio Simonne Mathieu               |                                          |                                           |                                          |
| Evento                                               | Ganador                                  | Perdedor                                  | Resultado                                |
| Leyendas menores de 45 masculino                     | Yevgeny Kafelnikov Marat Safin           | Sébastien Grosjean Michaël Llodra         | 3-6, 7-5, [10-6]                         |
| Dobles mixto - Semifinales                           | Yung-Jan Chan Ivan Dodig                 | Nicole Melichar [1] Bruno Soares [1]      | 6-2, 6-1                                 |
| Dobles femenino - Cuartos de final                   | Elise Mertens [6] Aryna Sabalenka [6]    | Lyudmyla Kichenok Jeļena Ostapenko        | 7-5, 6-2                                 |
| Leyendas menores de 45 masculino                     | Tommy Haas Paul-Henri Mathieu            | Yevgeny Kafelnikov Marat Safin            | 7-5, 6-3                                 |
| Leyendas mayores de 45 masculino                     | Sergi Bruguera Goran Ivanišević          | Mansour Bahrami Fabrice Santoro           | 4-6, 6-1, [10-8]                         |
| Leyendas menores de 45 masculino                     | Juan Carlos Ferrero Andriy Medvedev      | James Blake Mark Philippoussis            | 6-2, 7-5                                 |
| Fondo de color indica un partido de la rama femenina |                                          |                                           |                                          |

### Día 13 (7 de junio)
- Cabezas de serie eliminados:
  - Individual masculino:  Roger Federer [3]
  - Individual femenino:  Johanna Konta [26]
  - Dobles femenino:  Elise Mertens /  Aryna Sabalenka [6]
  - Dobles mixto:  Gabriela Dabrowski /  Mate Pavić [2]
- Orden de juego

| Partidos en los estadios principales                 | Partidos en los estadios principales     | Partidos en los estadios principales     | Partidos en los estadios principales     |
| Partidos en el Estadio Philippe Chatrier             | Partidos en el Estadio Philippe Chatrier | Partidos en el Estadio Philippe Chatrier | Partidos en el Estadio Philippe Chatrier |
| Evento                                               | Ganador                                  | Perdedor                                 | Resultado                                |
| ---------------------------------------------------- | ---------------------------------------- | ---------------------------------------- | ---------------------------------------- |
| Individual masculino - Semifinales                   | Rafael Nadal [2]                         | Roger Federer [3]                        | 6-3, 6-4, 6-2                            |
| Individual masculino - Semifinales                   | Novak Djokovic [1] vs Dominic Thiem [4]  | Novak Djokovic [1] vs Dominic Thiem [4]  | 2-6, 6-3, 1-3, suspendido por lluvia     |
| Partidos en el Estadio Suzanne Lenglen               |                                          |                                          |                                          |
| Evento                                               | Ganador                                  | Perdedor                                 | Resultado                                |
| Individual femenino - Semifinales                    | Ashleigh Barty [8]                       | Amanda Anisimova                         | 6-7(4-7), 6-3, 6-3                       |
| Dobles femenino - Semifinales                        | Tímea Babos [2] Kristina Mladenovic [2]  | Elise Mertens [6] Aryna Sabalenka [6]    | 6-2, 6-1                                 |
| Partidos en el Estadio Simonne Mathieu               |                                          |                                          |                                          |
| Evento                                               | Ganador                                  | Perdedor                                 | Resultado                                |
| Individual femenino - Semifinales                    | Markéta Vondroušová                      | Johanna Konta [26]                       | 7-5, 7-6(7-2)                            |
| Dobles mixto - Final                                 | Yung-Jan Chan Ivan Dodig                 | Gabriela Dabrowski [2] Mate Pavić [2]    | 6-1, 7-6(7-5)                            |
| Leyendas femenino                                    | Nathalie Dechy Amélie Mauresmo           | Marion Bartoli Iva Majoli                | 6-2, 6-0                                 |
| Fondo de color indica un partido de la rama femenina |                                          |                                          |                                          |

### Día 14 (8 de junio)
- Cabezas de serie eliminados:
  - Individual masculino:  Novak Djokovic [1]
- Orden de juego

| Partidos en los estadios principales                 | Partidos en los estadios principales     | Partidos en los estadios principales     | Partidos en los estadios principales     |
| Partidos en el Estadio Philippe Chatrier             | Partidos en el Estadio Philippe Chatrier | Partidos en el Estadio Philippe Chatrier | Partidos en el Estadio Philippe Chatrier |
| Evento                                               | Ganador                                  | Perdedor                                 | Resultado                                |
| ---------------------------------------------------- | ---------------------------------------- | ---------------------------------------- | ---------------------------------------- |
| Individual masculino - Semifinales                   | Dominic Thiem [4]                        | Novak Djokovic [1]                       | 2-6, 6-3, 7-5, 5-7, 7-5                  |
| Individual femenino - Final                          | Ashleigh Barty [8]                       | Markéta Vondroušová                      | 6-1, 6-3                                 |
| Dobles masculino - Final                             | Kevin Krawietz Andreas Mies              | Jérémy Chardy Fabrice Martin             | 6-2, 7-6(7-3)                            |
| Partidos en el Estadio Suzanne Lenglen               |                                          |                                          |                                          |
| Evento                                               | Ganador                                  | Perdedor                                 | Resultado                                |
| Leyendas mayores de 45 masculino                     | Mikael Pernfors Mats Wilander            | Michael Chang John McEnroe               | 6-4, 7-5                                 |
| Leyendas femenino                                    | Nathalie Dechy Amélie Mauresmo           | Martina Navrátilová Dinara Sáfina        | 6-3, 6-4                                 |
| Leyendas mayores de 45 masculino                     | Mansour Bahrami Fabrice Santoro          | Pat Cash Henri Leconte                   | 6-4, 6-2                                 |
| Leyendas menores de 45 masculino                     | Sébastien Grosjean Michaël Llodra        | Tommy Haas Paul-Henri Mathieu            | 6-4, 7-5                                 |
| Fondo de color indica un partido de la rama femenina |                                          |                                          |                                          |

### Día 15 (9 de junio)
- Cabezas de serie eliminados:
  - Individual masculino:  Dominic Thiem [4]
- Orden de juego

| Partidos en los estadios principales                 | Partidos en los estadios principales     | Partidos en los estadios principales     | Partidos en los estadios principales     |
| Partidos en el Estadio Philippe Chatrier             | Partidos en el Estadio Philippe Chatrier | Partidos en el Estadio Philippe Chatrier | Partidos en el Estadio Philippe Chatrier |
| Evento                                               | Ganador                                  | Perdedor                                 | Resultado                                |
| ---------------------------------------------------- | ---------------------------------------- | ---------------------------------------- | ---------------------------------------- |
| Dobles femenino - Final                              | Tímea Babos [2] Kristina Mladenovic [2]  | Yingying Duan Saisai Zheng               | 6-2, 6-3                                 |
| Individual masculino - Final                         | Rafael Nadal [2]                         | Dominic Thiem [4]                        | 6-3, 5-7, 6-1, 6-1                       |
| Partidos en el Estadio Suzanne Lenglen               |                                          |                                          |                                          |
| Evento                                               | Ganador                                  | Perdedor                                 | Resultado                                |
| Leyendas mayores de 45 masculino                     | Sergi Bruguera Goran Ivanišević          | Mikael Pernfors Mats Wilander            | 6-2, 4-6, [10-4]                         |
| Leyendas menores de 45 masculino                     | Sébastien Grosjean Michaël Llodra        | Juan Carlos Ferrero Andriy Medvedev      | 7-6(7-4), 7-5                            |
| Fondo de color indica un partido de la rama femenina |                                          |                                          |                                          |

## Cabezas de serie
Las siguientes tablas muestran a los cabezas de serie y los jugadores que no se presentaron en el torneo. Los cabezas de serie (columna Nº) se determinaron en base a las clasificaciones ATP y WTA correspondientes al 20 de mayo de 2019. La Clasificación y los Puntos son los correspondientes a las clasificaciones ATP y WTA del 27 de mayo de 2019.

### Individual masculino
| N° | Clasif | Jugador               | Puntos | Puntos por defender | Puntos ganados | Nuevos puntos | Ronda hasta la que avanzó en el torneo           |
| -- | ------ | --------------------- | ------ | ------------------- | -------------- | ------------- | ------------------------------------------------ |
| 1  | 1      | Novak Djokovic        | 12355  | 360                 | 720            | 12715         | Semifinales, perdió ante Dominic Thiem [4]       |
| 2  | 2      | Rafael Nadal          | 7945   | 2000                | 2000           | 7945          | Campeón, venció a Dominic Thiem                  |
| 3  | 3      | Roger Federer         | 5950   | 0                   | 720            | 6670          | Semifinales, perdió ante Rafael Nadal [2]        |
| 4  | 4      | Dominic Thiem         | 4685   | 1200                | 1200           | 4685          | Final, perdió ante Rafael Nadal [2]              |
| 5  | 5      | Alexander Zverev      | 4360   | 360                 | 360            | 4360          | Cuartos de final, perdió ante Novak Djokovic [1] |
| 6  | 6      | Stefanos Tsitsipas    | 4080   | 45                  | 180            | 4215          | Cuarta ronda, perdió ante Stan Wawrinka [24]     |
| 7  | 7      | Kei Nishikori         | 3860   | 180                 | 360            | 4040          | Cuartos de final, perdió ante Rafael Nadal [2]   |
| 8  | 9      | Juan Martín del Potro | 3235   | 720                 | 180            | 2695          | Cuarta ronda, perdió ante Karen Jachanov [10]    |
| 9  | 12     | Fabio Fognini         | 2785   | 180                 | 180            | 2785          | Cuarta ronda, perdió ante Alexander Zverev [5]   |
| 10 | 11     | Karen Jachanov        | 2800   | 180                 | 360            | 2980          | Cuartos de final, perdió ante Dominic Thiem [4]  |
| 11 | 13     | Marin Čilić           | 2710   | 360                 | 45             | 2395          | Segunda ronda, perdió ante Grigor Dimitrov       |
| 12 | 14     | Daniil Medvédev       | 2625   | 10                  | 10             | 2625          | Primera ronda, perdió ante Pierre-Hugues Herbert |
| 13 | 15     | Borna Ćorić           | 2525   | 10                  | 90             | 2605          | Tercera ronda, perdió ante Jan-Lennard Struff    |
| 14 | 17     | Gaël Monfils          | 1965   | 90                  | 180            | 2055          | Cuarta ronda, perdió ante Dominic Thiem [4]      |
| 15 | 16     | Nikoloz Basilashvili  | 1970   | 10                  | 10             | 1970          | Primera ronda, perdió ante Juan Ignacio Lóndero  |
| 16 | 19     | Marco Cecchinato      | 1840   | 720                 | 10             | 1130          | Primera ronda, perdió ante Nicolas Mahut [WC]    |
| 17 | 20     | Diego Schwartzman     | 1755   | 360                 | 45             | 1440          | Segunda ronda, perdió ante Leonardo Mayer        |
| 18 | 21     | Roberto Bautista      | 1690   | 90                  | 90             | 1690          | Tercera ronda, perdió ante Fabio Fognini [9]     |
| 19 | 23     | Guido Pella           | 1460   | 45+25               | 45+20          | 1455          | Segunda ronda, perdió ante Corentin Moutet [WC]  |
| 20 | 24     | Denis Shapovalov      | 1425   | 45                  | 10             | 1390          | Primera ronda, perdió ante Jan-Lennard Struff    |
| 21 | 25     | Álex de Miñaur        | 1410   | 0+65                | 45+20          | 1410          | Segunda ronda, perdió ante Pablo Carreño         |
| 22 | 26     | Lucas Pouille         | 1385   | 90                  | 45             | 1340          | Segunda ronda, perdió ante Martin Kližan         |
| 23 | 27     | Fernando Verdasco     | 1370   | 180                 | 45             | 1235          | Segunda ronda, perdió ante Antoine Hoang         |
| 24 | 28     | Stan Wawrinka         | 1365   | 10                  | 360            | 1715          | Cuartos de final, perdió ante Roger Federer [3]  |
| 25 | 22     | Félix Auger-Aliassime | 1482   | (20)                | 0              | 1462          | Baja por lesión antes de la primera ronda.       |
| 26 | 33     | Gilles Simon          | 1235   | 90                  | 45             | 1180          | Segunda ronda, perdió ante Salvatore Caruso      |
| 27 | 29     | David Goffin          | 1325   | 180                 | 90             | 1235          | Tercera ronda, perdió ante Rafael Nadal [2]      |
| 28 | 30     | Kyle Edmund           | 1325   | 90                  | 45             | 1280          | Segunda ronda, se retiró ante Pablo Cuevas       |
| 29 | 31     | Matteo Berrettini     | 1320   | 90                  | 45             | 1275          | Segunda ronda, perdió ante Casper Ruud           |
| 30 | 35     | Dušan Lajović         | 1226   | 45                  | 90             | 1271          | Tercera ronda, perdió ante Alexander Zverev [5]  |
| 31 | 32     | Laslo Djere           | 1314   | 10+75               | 90+10          | 1329          | Tercera ronda, perdió ante Kei Nishikori [7]     |
| 32 | 34     | Frances Tiafoe        | 1230   | 10                  | 10             | 1230          | Primera ronda, perdió ante Filip Krajinović      |

#### Bajas masculinas notables
| Clasif | Jugador               | Puntos | Puntos por defender | Puntos ganados | Nuevos puntos | Motivo                        |
| ------ | --------------------- | ------ | ------------------- | -------------- | ------------- | ----------------------------- |
| 8      | Kevin Anderson        | 3745   | 180                 | 0              | 3565          | Lesión en el codo derecho.    |
| 10     | John Isner            | 2895   | 180                 | 0              | 2715          | Lesión en el pie izquierdo.   |
| 15     | Milos Raonic          | 1960   | 0                   | 0              | 1960          | Lesión en la rodilla derecha. |
| 22     | Félix Auger-Aliassime | 1482   | 20                  | 0              | 1462          | Lesión en el aductor.         |

### Individual femenino
| N° | Clasif | Jugadora              | Puntos | Puntos por defender | Puntos ganados | Nuevos puntos | Ronda hasta la que avanzó en el torneo               |
| -- | ------ | --------------------- | ------ | ------------------- | -------------- | ------------- | ---------------------------------------------------- |
| 1  | 1      | Naomi Osaka           | 6486   | 130                 | 130            | 6486          | Tercera ronda, perdió ante Kateřina Siniaková        |
| 2  | 2      | Karolína Plíšková     | 5685   | 130                 | 130            | 5685          | Tercera ronda, perdió ante Petra Martić [31]         |
| 3  | 3      | Simona Halep          | 5533   | 2000                | 430            | 3963          | Cuartos de final, perdió ante Amanda Anisimova       |
| 4  | 4      | Kiki Bertens          | 5405   | 130                 | 70             | 5345          | Segunda ronda, se retiró ante Viktória Kužmová       |
| 5  | 5      | Angelique Kerber      | 5095   | 430                 | 10             | 4675          | Primera ronda, perdió ante Anastasia Potapova        |
| 6  | 6      | Petra Kvitová         | 5055   | 130                 | 10             | 4935          | Baja por lesión antes de la primera ronda.           |
| 7  | 7      | Sloane Stephens       | 4552   | 1300                | 430            | 3682          | Cuartos de final, perdió ante Johanna Konta [26]     |
| 8  | 8      | Ashleigh Barty        | 4420   | 70                  | 2000           | 6350          | Campeona, venció a Markéta Vondroušová               |
| 9  | 9      | Elina Svitolina       | 3967   | 130                 | 130            | 3967          | Tercera ronda, perdió ante Garbiñe Muguruza [19]     |
| 10 | 10     | Serena Williams       | 3521   | 240                 | 130            | 3411          | Tercera ronda, perdió ante Sofia Kenin               |
| 11 | 11     | Aryna Sabalenka       | 3505   | 10                  | 70             | 3565          | Segunda ronda, perdió ante Amanda Anisimova          |
| 12 | 12     | Anastasija Sevastova  | 3136   | 10                  | 130            | 3256          | Cuarta ronda, perdió ante Markéta Vondroušová        |
| 13 | 13     | Caroline Wozniacki    | 3063   | 240                 | 10             | 2833          | Primera ronda, perdió ante Veronika Kudermétova      |
| 14 | 14     | Madison Keys          | 2965   | 780                 | 430            | 2615          | Cuartos de final, perdió ante Ashleigh Barty [8]     |
| 15 | 15     | Belinda Bencic        | 2893   | 70                  | 130            | 2953          | Tercera ronda, perdió ante Donna Vekić [23]          |
| 16 | 16     | Qiang Wang            | 2812   | 130                 | 70             | 2752          | Segunda ronda, perdió ante Iga Świątek               |
| 17 | 17     | Anett Kontaveit       | 2565   | 240                 | 10             | 2335          | Primera ronda, perdió ante Karolína Muchová          |
| 18 | 18     | Julia Goerges         | 2520   | 130                 | 10             | 2400          | Primera ronda, perdió ante Kaia Kanepi               |
| 19 | 19     | Garbiñe Muguruza      | 2465   | 780                 | 240            | 1815          | Cuarta ronda, perdió ante Sloane Stephens [7]        |
| 20 | 20     | Elise Mertens         | 2305   | 240                 | 130            | 2195          | Tercera ronda, perdió ante Anastasija Sevastova [12] |
| 21 | 21     | Daria Kasátkina       | 2150   | 430                 | 70             | 1790          | Segunda ronda, perdió ante Mónica Puig               |
| 22 | 23     | Bianca Andreescu      | 1973   | 30                  | 70             | 2013          | Segunda ronda, no se presentó ante Sofia Kenin       |
| 23 | 24     | Donna Vekić           | 1940   | 70                  | 130            | 2000          | Cuarta ronda, perdió ante Johanna Konta [26]         |
| 24 | 22     | Caroline Garcia       | 2055   | 240                 | 70             | 1885          | Segunda ronda, perdió ante Anna Blinkova [Q]         |
| 25 | 25     | Su-Wei Hsieh          | 1825   | 10                  | 70             | 1885          | Segunda ronda, perdió ante Andrea Petković           |
| 26 | 26     | Johanna Konta         | 1785   | 10                  | 780            | 2555          | Semifinales, perdió ante Markéta Vondroušová         |
| 27 | 27     | Lesia Tsurenko        | 1767   | 240                 | 70             | 1597          | Tercera ronda, perdió ante Simona Halep [3]          |
| 28 | 29     | Carla Suárez          | 1672   | 70                  | 130            | 1732          | Tercera ronda, perdió ante Markéta Vondroušová       |
| 29 | 30     | Maria Sakkari         | 1642   | 130                 | 70             | 1582          | Segunda ronda, perdió ante Kateřina Siniaková        |
| 30 | 33     | Mihaela Buzărnescu    | 1575   | 240                 | 10             | 1345          | Primera ronda, perdió ante Ekaterina Alexandrova     |
| 31 | 31     | Petra Martić          | 1615   | 70                  | 430            | 1975          | Cuartos de final, perdió ante Markéta Vondroušová    |
| 32 | 34     | Aliaksandra Sasnovich | 1550   | 70                  | 10             | 1490          | Primera ronda, perdió ante Polona Hercog             |

#### Bajas femeninas notables
| Clasif | Jugadora      | Puntos | Puntos por defender | Puntos ganados | Nuevos puntos | Motivo                        |
| ------ | ------------- | ------ | ------------------- | -------------- | ------------- | ----------------------------- |
| 6      | Petra Kvitová | 5055   | 130                 | 0              | 4935          | Lesión en el brazo izquierdo. |

## Cabezas de serie dobles
| Jugadores            | Jugadores              | Clasif | N.º |
| -------------------- | ---------------------- | ------ | --- |
| Łukasz Kubot         | Marcelo Melo           | 7      | 1   |
| Jamie Murray         | Bruno Soares           | 15     | 2   |
| Juan Sebastián Cabal | Robert Farah           | 20     | 3   |
| Oliver Marach        | Mate Pavić             | 26     | 4   |
| Nikola Mektić        | Franko Škugor          | 27     | 5   |
| Raven Klaasen        | Michael Venus          | 28     | 6   |
| Bob Bryan            | Mike Bryan             | 35     | 7   |
| Henri Kontinen       | John Peers             | 35     | 8   |
| Máximo González      | Horacio Zeballos       | 39     | 9   |
| Jean-Julien Rojer    | Horia Tecău            | 41     | 10  |
| Rajeev Ram           | Joe Salisbury          | 47     | 11  |
| Ivan Dodig           | Édouard Roger-Vasselin | 59     | 12  |
| Nicolas Mahut        | Jürgen Melzer          | 60     | 13  |
| Robin Haase          | Frederik Nielsen       | 65     | 14  |
| Ben McLachlan        | Jan-Lennard Struff     | 69     | 15  |
| Austin Krajicek      | Artem Sitak            | 73     | 16  |

| Jugadoras           | Jugadoras           | Clasif | N.º |
| ------------------- | ------------------- | ------ | --- |
| Barbora Krejčíková  | Kateřina Siniaková  | 3      | 1   |
| Tímea Babos         | Kristina Mladenovic | 9      | 2   |
| Su-Wei Hsieh        | Barbora Strýcová    | 22     | 3   |
| Gabriela Dabrowski  | Yifan Xu            | 22     | 4   |
| Samantha Stosur     | Shuai Zhang         | 23     | 5   |
| Elise Mertens       | Aryna Sabalenka     | 29     | 6   |
| Nicole Melichar     | Květa Peschke       | 29     | 7   |
| Hao-Ching Chan      | Yung-Jan Chan       | 32     | 8   |
| Anna-Lena Grönefeld | Demi Schuurs        | 34     | 9   |
| Lucie Hradecká      | Andreja Klepač      | 42     | 10  |
| Victoria Azarenka   | Ashleigh Barty      | 51     | 11  |
| Eri Hozumi          | Makoto Ninomiya     | 54     | 12  |
| Alicja Rosolska     | Zhaoxuan Yang       | 56     | 13  |
| Irina-Camelia Begu  | Mihaela Buzărnescu  | 61     | 14  |
| Kirsten Flipkens    | Johanna Larsson     | 70     | 15  |
| Darija Jurak        | Ioana Raluca Olaru  | 73     | 16  |

### Dobles mixto
| Jugadores           | Jugadores         | Clasif | N.º |
| ------------------- | ----------------- | ------ | --- |
| Nicole Melichar     | Bruno Soares      | 23     | 1   |
| Gabriela Dabrowski  | Mate Pavić        | 23     | 2   |
| Barbora Krejčíková  | Rajeev Ram        | 26     | 3   |
| Demi Schuurs        | Jean-Julien Rojer | 27     | 4   |
| Shuai Zhang         | John Peers        | 28     | 5   |
| Hao-Ching Chan      | Oliver Marach     | 31     | 6   |
| Alicja Rosolska     | Nikola Mektić     | 33     | 7   |
| Anna-Lena Grönefeld | Robert Farah      | 37     | 8   |

## Invitados
| - Grégoire Barrère - Quentin Halys - Antoine Hoang - Maxime Janvier - Nicolas Mahut - Corentin Moutet - Tommy Paul - Alexei Popyrin | - Audrey Albié - Lauren Davis - Priscilla Hon - Selena Janicijevic - Chloé Paquet - Diane Parry - Jessika Ponchet - Harmony Tan |

| - Grégoire Barrère / Quentin Halys - Elliot Benchetrit / Geoffrey Blancaneaux - Benjamin Bonzi / Antoine Hoang - Mathias Bourgue / Jonathan Eysseric - Enzo Couacaud / Tristan Lamasine - Hugo Gaston / Clément Tabur - Manuel Guinard / Arthur Rinderknech | - Julie Belgraver / Mylène Halemai - Loudmilla Bencheikh / Cori Gauff - Estelle Cascino / Elixane Lechemia - Aubane Droguet / Selena Janicijevic - Fiona Ferro / Diane Parry - Amandine Hesse / Jessika Ponchet - Chloé Paquet / Pauline Parmentier |

### Dobles mixto
- Manon Arcangioli /  Tristan Lamasine
- Alizé Cornet /  Jonathan Eysseric
- Amandine Hesse /  Benjamin Bonzi
- Chloé Paquet /  Benoît Paire
- Pauline Parmentier /  Fabrice Martin
- Margot Yerolymos /  Grégoire Barrère

## Clasificación
La competición clasificatoria se realizó en el Stade Roland Garros del 20 al 24 de mayo de 2019.
| 1. Tennys Sandgren 2. Salvatore Caruso 3. Elliot Benchetrit 4. Mikael Ymer 5. Simone Bolelli 6. Alexey Vatutin 7. Thiago Monteiro 8. Yannick Maden 9. Pedro Martínez 10. Kimmer Coppejans 11. Blaž Rola 12. Guillermo García López 13. Stefano Travaglia 14. Alexandre Müller 15. Yannick Hanfmann 16. Rudolf Molleker | 1. Bernarda Pera 2. Kristína Kučová 3. Kurumi Nara 4. Aliona Bolsova 5. Varvara Lepchenko 6. Giulia Gatto-Monticone 7. Antonia Lottner 8. Sofya Zhuk 9. Anna Blinkova 10. Liudmila Samsonova 11. Jasmine Paolini 12. Yelena Rybakina |

## Campeones defensores
| Evento                      | Campeones de 2018                     | Campeones de 2019                                   |
| --------------------------- | ------------------------------------- | --------------------------------------------------- |
| Individual masculino        | Rafael Nadal                          | Rafael Nadal                                        |
| Individual femenino         | Simona Halep                          | Ashleigh Barty                                      |
| Dobles masculino            | Pierre-Hugues Herbert Nicolas Mahut   | Kevin Krawietz Andreas Mies                         |
| Dobles femenino             | Barbora Krejčíková Kateřina Siniaková | Tímea Babos Kristina Mladenovic                     |
| Dobles mixto                | Yung-Jan Chan Ivan Dodig              | Yung-Jan Chan Ivan Dodig                            |
| Individual júnior masculino | Chun-Hsin Tseng                       | Holger Vitus Nødskov Rune                           |
| Individual júnior femenino  | Cori Gauff                            | Leylah Annie Fernandez                              |
| Dobles júnior masculino     | Ondřej Štyler Naoki Tajima            | Matheus Pucinelli de Almeida Thiago Agustín Tirante |
| Dobles júnior femenino      | Caty McNally Iga Świątek              | Chloe Beck Emma Navarro                             |

## Campeones

### Sénior

#### Individual masculino
Rafael Nadal venció a  Dominic Thiem por 6-3, 5-7, 6-1, 6-1

#### Individual femenino
Ashleigh Barty venció a  Markéta Vondroušová por 6-1, 6-3

#### Dobles masculino
Kevin Krawietz /  Andreas Mies vencieron a  Jérémy Chardy /  Fabrice Martin por 6-2, 7-6(7-3)

#### Dobles femenino
Tímea Babos /  Kristina Mladenovic vencieron a  Yingying Duan /  Saisai Zheng por 6-2, 6-3

#### Dobles mixto
Yung-Jan Chan /  Ivan Dodig vencieron a  Gabriela Dabrowski /  Mate Pavić por 6-1, 7-6(7-5)

### Júnior

#### Individual masculino
Holger Vitus Nødskov Rune venció a  Toby Alex Kodat por 6-3, 6-7(5-7), 6-0

#### Individual femenino
Leylah Annie Fernandez venció a  Emma Navarro por 6-3, 6-2

#### Dobles masculino
Matheus Pucinelli de Almeida /  Thiago Agustín Tirante vencieron a  Flavio Cobolli /  Dominic Stephan Stricker por 7-6(7-3), 6-4

#### Dobles femenino
Chloe Beck /  Emma Navarro vencieron a  Alina Charaeva /  Anastasia Tikhonova por 6-1, 6-2

### Silla de ruedas

#### Individual masculino
Gustavo Fernández venció a  Gordon Reid por 6-1, 6-3

#### Individual femenino
Diede de Groot venció a  Yui Kamiji por 6-1, 6-0

#### Dobles masculino
Gustavo Fernández /  Shingo Kunieda vencieron a  Stéphane Houdet /  Nicolas Peifer por 2-6, 6-2, [10-8]

#### Dobles femenino
Diede de Groot /  Aniek van Koot vencieron a  Marjolein Buis /  Sabine Ellerbrock por 6-1, 6-1

#### Individual Quad
Dylan Alcott venció a  David Wagner por 6-2, 4-6, 6-2

#### Dobles Quad
Dylan Alcott /  David Wagner vencieron a  Ymanitu Silva /  Koji Sugeno por 6-3, 6-3

### Leyendas

#### Leyendas menores de 45 masculino
Sébastien Grosjean /  Michaël Llodra vencieron a  Juan Carlos Ferrero /  Andriy Medvedev por 7-6(7-4), 7-5

#### Leyendas mayores de 45 masculino
Sergi Bruguera /  Goran Ivanišević vencieron a  Mikael Pernfors /  Mats Wilander por 6-2, 4-6, [10-4]

#### Leyendas femenino
Nathalie Dechy /  Amélie Mauresmo vencieron a  Martina Navrátilová /  Dinara Sáfina por 6-3, 6-4